# Sylwester Zawadzki (ksiądz)
Sylwester Zawadzki (ur. 20 września 1932 w Dębnicy Nowej, zm. 14 kwietnia 2014 w Świebodzinie) – polski duchowny rzymskokatolicki, prałat, budowniczy i kustosz Sanktuarium Miłosierdzia Bożego w Świebodzinie, Honorowy Obywatel Miasta Świebodzina.

## Życiorys
Od lipca 1981, piastował obowiązki proboszcza nowo utworzonej parafii p.w. Matki Boskiej Królowej Polski w Świebodzinie. W okresie stanu wojennego był organizatorem mszy patriotycznych, współpracował także z lokalną Solidarnością. Od 1987, organizował budowę Sanktuarium Miłosierdzia Bożego w Świebodzinie, rozpoczętą w 1994. Po poświęceniu nowo wybudowanej świątyni w 1998, został wyznaczony na jej proboszcza. Był głównym inicjatorem i pomysłodawcą budowy Pomnika Chrystusa Króla w Świebodzinie, którego budowę rozpoczęto w 2001, i ukończono w 2010. Statua pomnika była wówczas najwyższą rzeźbą przedstawiającą Jezusa Chrystusa na świecie. W 2006, w uznaniu zasług dla społeczności lokalnej Sylwester Zawadzki został uhonorowany tytułem "Honorowego Obywatela Miasta Świebodzina". Zmarł 14 kwietnia 2014 w Świebodzinie mając 82 lata. Po autopsji przeprowadzonej w Nowym Szpitalu w Świebodzinie jego serce pochowane zostało zamiast na cmentarzu, w zupełnie innym miejscu, w krypcie u stóp figury Chrystusa w Świebodzinie, co było niezgodne z prawem. Okoliczności pochówku duchownego badała policja i prokuratura. Uroczystości pogrzebowe odbyły się 22 kwietnia 2014, w których uczestniczyli duchowni z całej Polski, w tym biskupi: Stefan Regmunt, Edward Dajczak, Tadeusz Werno, Adam Dyczkowski, Paweł Socha, Tadeusz Lityński. Duchowny został pochowany na cmentarzu komunalnym w Świebodzinie.